# Lukovany
Lukovany jsou obec v okrese Brno-venkov v Jihomoravském kraji, v Křižanovské vrchovině. Žije zde 657 obyvatel. Obec je členem sdružení Mikroregion Kahan, které připomíná více než dvousetletou historii těžby černého uhlí v regionu.
Sousedními obcemi jsou Čučice, Zakřany, Vysoké Popovice, Ketkovice a Oslavany z okresu Brno-venkov a Rapotice a Sudice z okresu Třebíč (Kraj Vysočina).

## Historie
První písemná zmínka o obci pochází z roku 1269 (de Lochwan). Týká bratrů Arnošta a Zdeslava z Lochwan, kteří jsou zapsáni jako svědci na dvou kupních listinách jako její vlastníci. Pravděpodobně si dali postavit zdejší kostel, protože dochovaná empora bývala tribunou pro šlechtice, stavebně přímo spojenou s panským sídlem. Tvrz, písemně připomínaná až v 16. století, mohla tedy vzniknout již pro zmíněné bratry. Další vývoj názvu obce byl zhruba následující: v 17. století nesla obec jméno Hlochkovany, v jiných dokumentech je uveden název Lochkovann, a až v 18. století se objevuje tvar Hluchovany.
Duchovní správa v obci se připomíná ještě v 17. století. Po zániku fary patřily Lukovany do rosické farnosti, od roku 1768 farnosti Vysoké Popovice.
První škola byla zřízena v roce 1808.

## Obyvatelstvo
Na začátku 17. století měla obec 24 domů, po třicetileté válce z nich byly obydlených pouze 15. V roce 1790 měla obec 39 domů a 235 obyvatel.
| Rok            | 1869 | 1880 | 1890 | 1900 | 1910 | 1921 | 1930 | 1950 | 1961 | 1970 | 1980 | 1991 | 2001 | 2011 | 2021 |
| -------------- | ---- | ---- | ---- | ---- | ---- | ---- | ---- | ---- | ---- | ---- | ---- | ---- | ---- | ---- | ---- |
| Počet obyvatel | 545  | 560  | 608  | 678  | 723  | 791  | 806  | 875  | 897  | 841  | 701  | 527  | 524  | 557  | 627  |
| Počet domů     | 64   | 71   | 72   | 87   | 97   | 113  | 157  | 207  | 210  | 208  | 201  | 217  | 221  | 228  | 249  |

Vývoj počtu obyvatel

## Obecní správa
V letech 1850–1873 Lukovany byly součástí Vysokých Popovic v okrese Brno. Od roku 1874 byly obcí v okrese Brno, posléze v okrese Brno-venkov, poté v letech 1949–1960 v okrese Rosice a od roku 1960 znovu v okrese Brno-venkov.

### Obecní symboly
Znak a vlajka byly obci uděleny rozhodnutím předsedy Poslanecké sněmovny Parlamentu České republiky dne 7. října 2003.
Autor návrhu lukovanského znaku a praporu využil starého pečetního znamení v podobě dvouocasého lva v pečetním poli, opis majuskulou PE… DEDINI. LVKOWANI. (otisk typáře pořízený v roce 1749). Černá barva lva byla odvozena z barvy erbovního znamení zkřížených ostrví pánů z Lipé. Knížecí čepice je atributem svatého Václava, zelená barva symbolizuje v obecné rovině zemědělský charakter obce.

## Charakteristika
Každý rok se zde konají Svatováclavské hody s tradičním ručním stavěním máje a krojovaným průvodem, myslivecký ples, průvod masek a ostatková zábava, pro děti branný závod a cyklistický závod, pro dospělé turnaj v nohejbalu.
Mimo místní podnikatele je v okolí obce stále významné zemědělství.

## Pamětihodnosti
- kostel svatého Václava je jednolodní emporová stavba s půlkruhovou apsidou, postavená v románském slohu ve 13. století. Do kostela se vchází věží s cibulovitou bání. Vrchní patro věže je ozdobeno na všech stranách sdruženými románskými okénky.[6] Oltář zdobí dřevěné zlacené sochy svatého Benedikta a svatého Maura a obraz patrona kostela svatého Václava. Za ním je socha Panny Marie s Ježíškem. Všechny tři sochy jsou ze zrušeného oslavanského kláštera.[6]
- Základy zaniklé tvrze bývají hypoteticky kladeny na místu domu čp. 16[16] nebo hospodářského dvora, který více vyhovuje přímou návazností na kostel.[6]
- Kulturní dům s hospodou, postavený potravním spolkem Svornost ve 2. polovině 19. století. Na stěně domu je umístěna pamětní deska baronky Hirschové, která se svým manželem vlastnila v téže době rosické panství a poskytla darem pozemek pro stavbu domu. Pamětní deska byla instalována v roce barončina úmrtí (1899), v padesátých letech 20. století však byla odstraněna a znovu odhalena až v září 2006.

V obci se nachází travnaté fotbalové hřiště.

## Osobnosti
- Ivana Valešová (* 1948), herečka

## Galerie

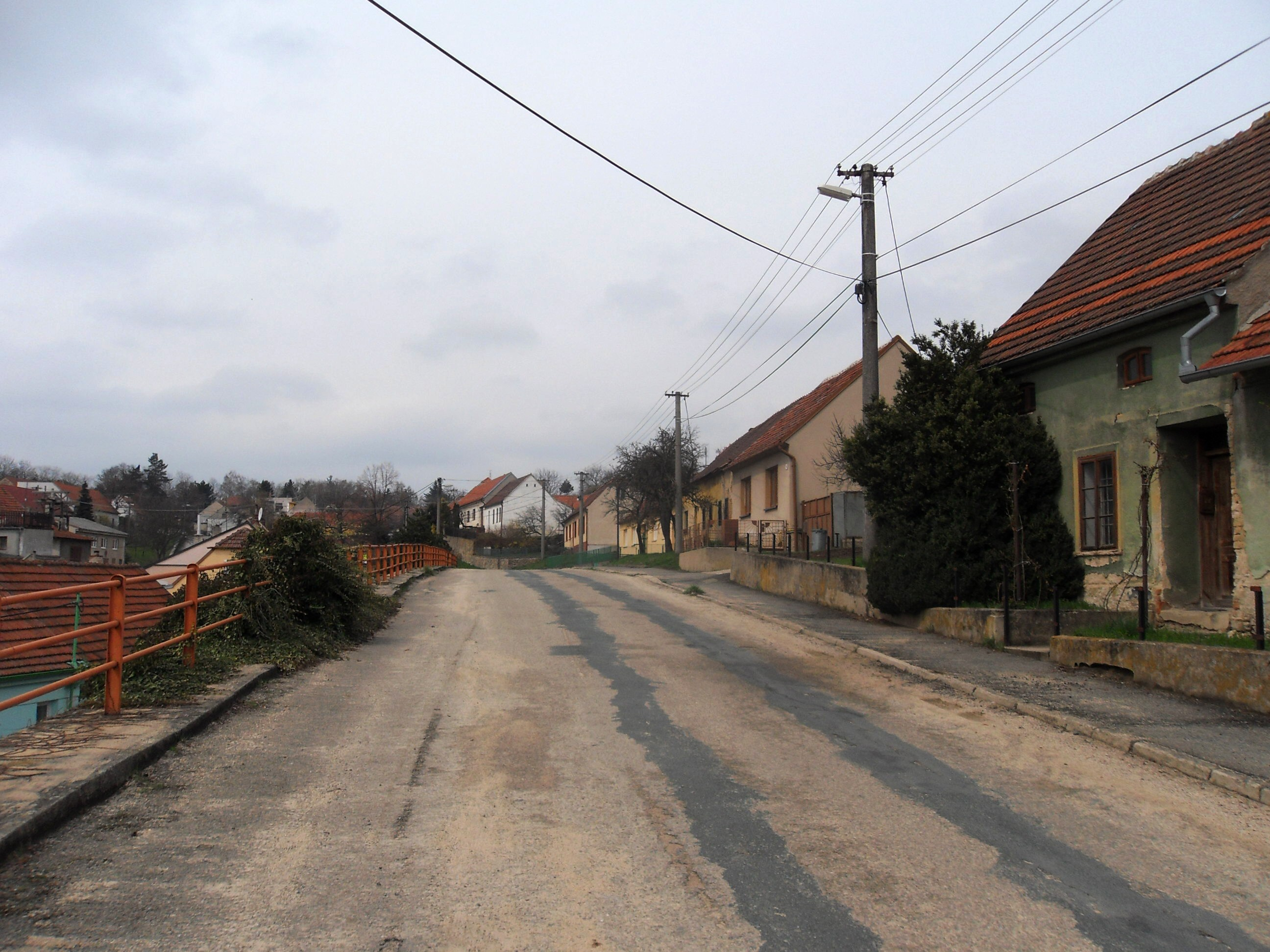
Hlavní ulice
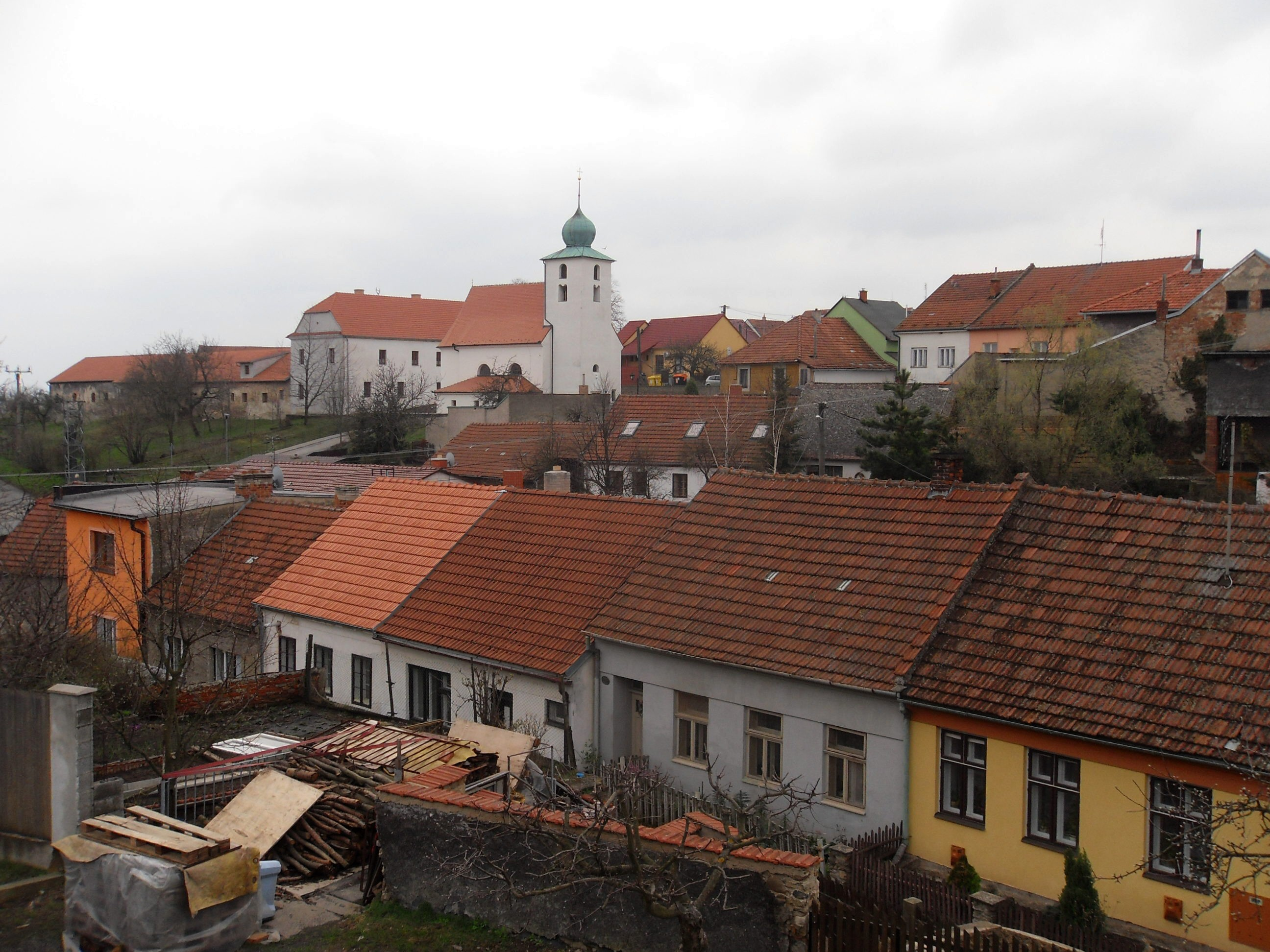
Střed obce
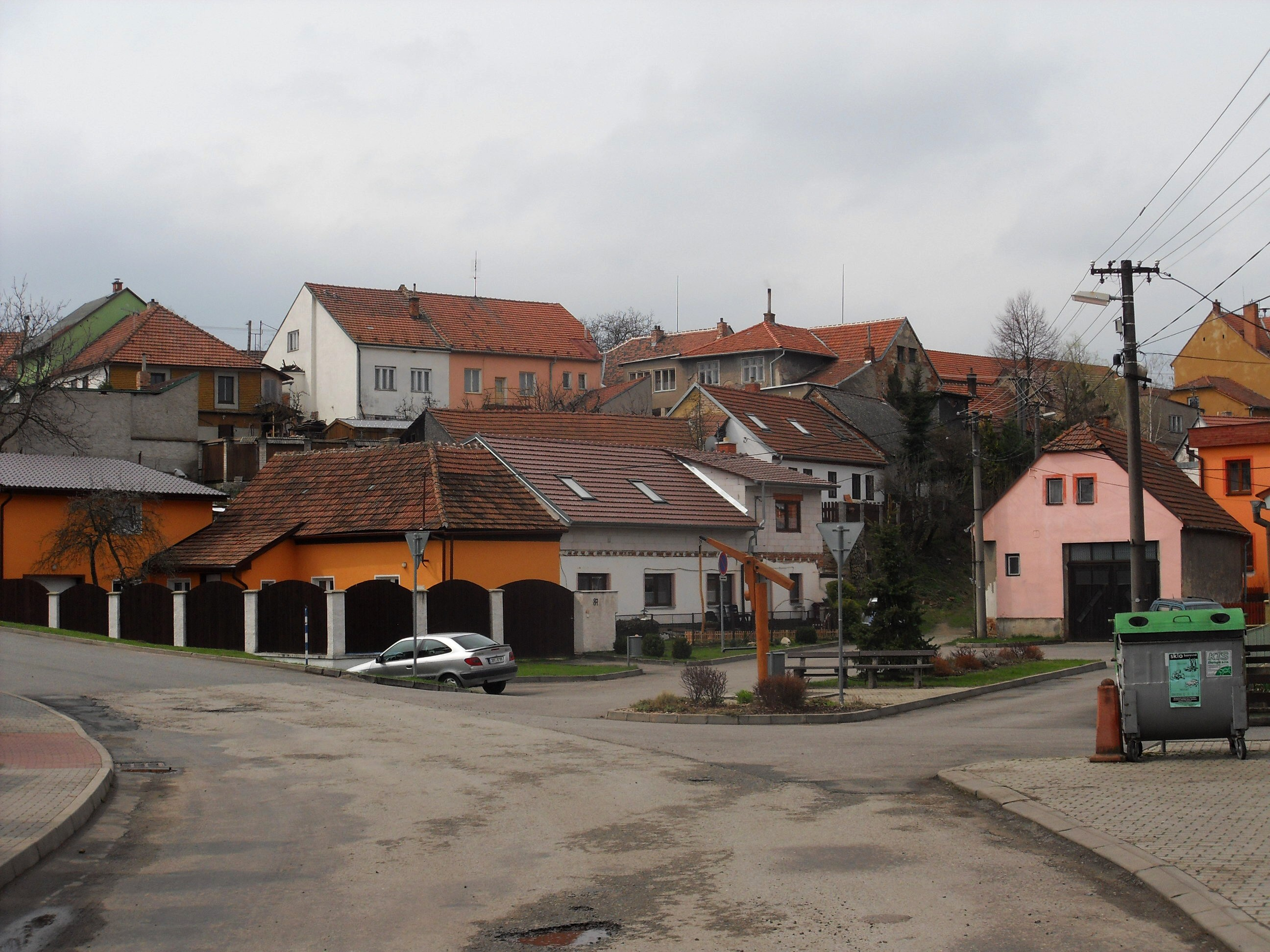
Východní část obce
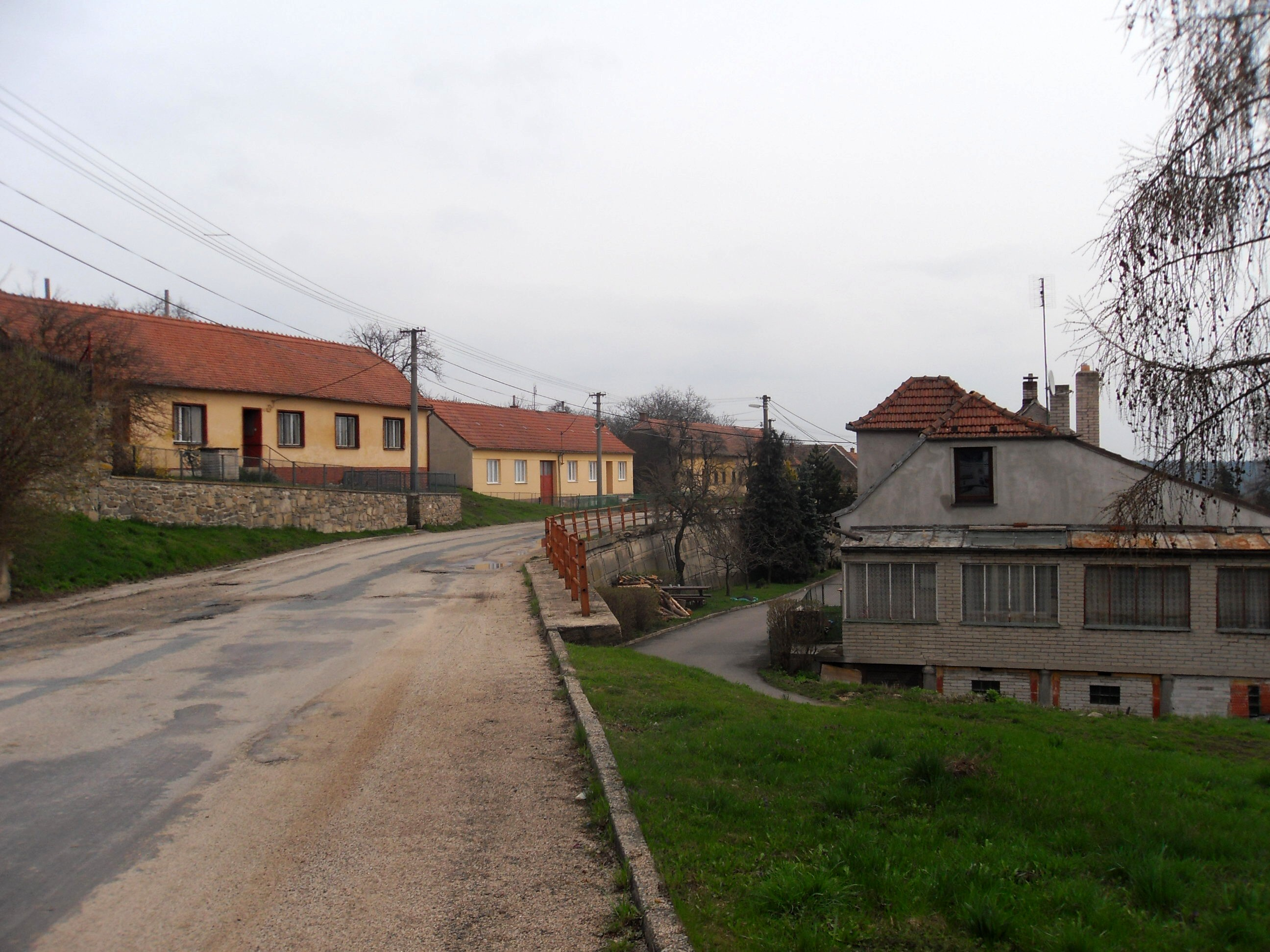
Západní část obce